# Clare Kummer
Clare Kummer (Brooklyn, 1873. január 9. — Carmel-by-the-Sea, 1958. április 21.) amerikai zeneszerző, dalszövegíró, színműíró.

## Családja
Clare Rodman Beecher néven született Brooklynban Eugene Francis Beecher és Susan Wood Beecher gyermekeként. Nagyapja Edward Beecher tiszteletes, dédapja Lyman Beecher volt. Családjának több híres tagja volt, például nagy-nagybátyja Henry Ward Beecher, nagy-nagynénje Harriet Beecher Stowe.
Kétszer ment férjhez; első férje Frederic Arnold Kummer drámaíró volt, akivel 1895-ban kötöttek házasságot, és 1903-ban váltak el. Két lányuk született, Marjorie és Frederica. Második férje Arthur Henry volt, akivel közös ismerősük, Theodore Dreiser révén találkoztak, és 1910-ben kötöttek házasságot. Második férje 1934-ben bekövetkezett halála után özvegyként élt.

## Munkássága

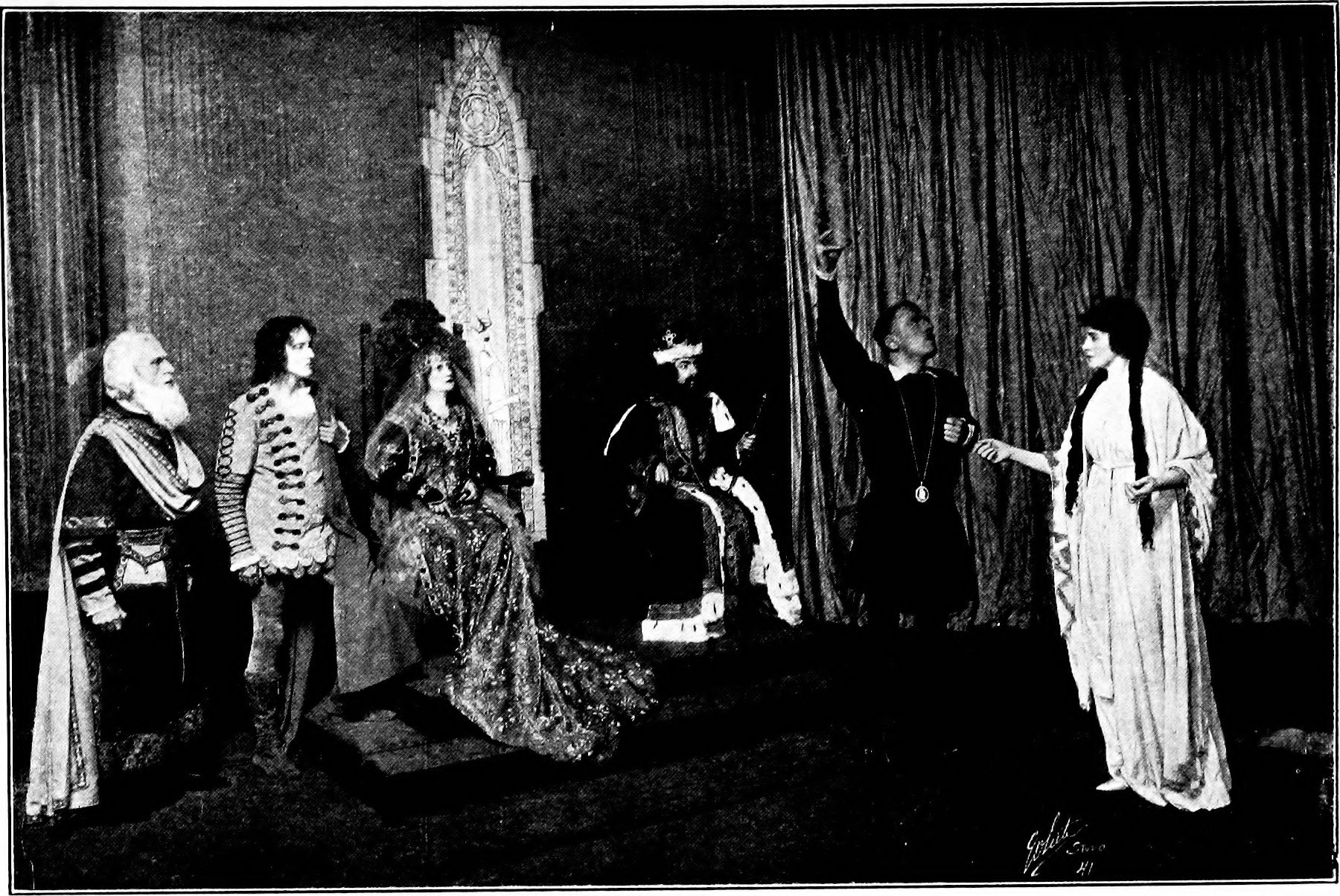
Rollo's Wild Oat (vígjáték, 1922)

1903-tól kezdve musicalekhez (például Sergeant Blue - 1905, A Knight For a Day - 1908) írt dalszövegeket, majd teljes darabokat kezdett írni, rendszerint zenés vígjátékokat. 1905-ben megjelent Dearie című dala óriási siker volt: kottáját mintegy egymillió példányban adták el; becslések szerint az 1900-as években az országban körülbelül ugyanennyi zongora lehetett.
Színpadi művei: Captain Kidd or the Buccaneers (1898, a zenéje nem maradt fenn), Noah’s Ark (1906), The Opera Ball (1912), The Choir Rehearsal (1914), Good Gracious, Annabelle (1916-1917), A Successful Calamity (1917), The Rescuing Angel (1917), Be Calm, Camilla (1918), Rollo's Wild Oat (1920), The Choir Rehearsal (1921, egyfelvonásos), Chinese Love (1921, egyfelvonásos), The Robbery (1921, egyfelvonásos), Bridges (1921, egyfelvonásos), The Mountain Man (1921), Banco (1922),  One Kiss (1923), Annie Dear (1924), Madame Pompadour (1924), Pomeroy's Past (1926), So's Your Old Antique (1930), Amourette (1933), Her Master's Voice (1933), Spring Thaw (1938), and Many Happy Returns (1945), A darabok közül 18-at a Broadwayen játszottak. Egyes korabeli beszámolók szerint 1917-ben Pulitzer-díjra jelölték; a The New York Times értesülései szerint A Successful Calamity című művét az év legjobb színdarabjának választották, de valamilyen okból a díjat nem osztották ki.
1918-ban a The New York Times így méltatta Be Calm, Camilla című darabját: „szellemessége annyira finom és bőbeszédű, hogy egyáltalán nem is tűnik szellemességnek – egészen addig, amíg azon nem kapod magad, hogy nevetsz, és veled együtt az egész közönség. Olyan varázsa van, mint a szitakötőnek vagy az erdei pókhálónak, amely egészen addig láthatatlan, amíg fel nem ragyog a reggeli napsugárban.”

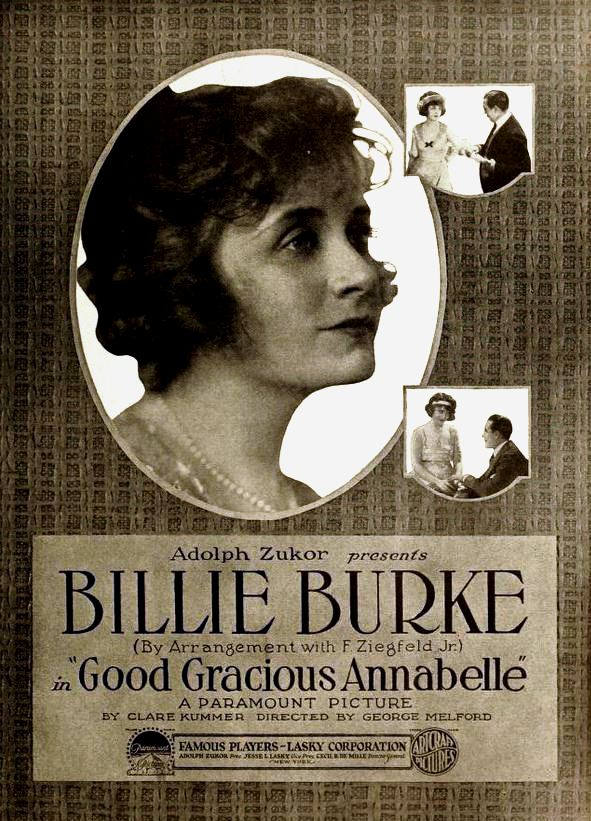
A Good Gracious, Annabelle című némafilm (1919) plakátja

Legalább nyolc filmet és három televíziós műsort jegyzett alkotóként, ezek rendszerint színpadi műveinek feldolgozásai. Ezek között van a Good Gracious, Annabelle-ből 1919-ben készült azonos című némafilm és egy Annabelle's Affairs című 1931-es hangosfilm. Több könyve jelent meg, például a Bible Rimes for the Not Too Young (1910).
Hagyatékának egy része a Princeton Egyetem könyvtárában illetve a New Yorki Közkönyvtárban található.

## Fordítás
Ez a szócikk részben vagy egészben  a   Clare Kummer című angol Wikipédia-szócikk ezen változatának fordításán alapul.  Az eredeti cikk szerkesztőit annak laptörténete sorolja fel. Ez a jelzés csupán a megfogalmazás eredetét és a szerzői jogokat jelzi, nem szolgál a cikkben szereplő információk forrásmegjelöléseként.